# 西北军区
西北军区，是中国人民解放军在1949年至1955年设立的大军区。

## 历史
1945年8月日本投降后，八路军晋绥部队转入大反攻，从陕甘宁晋绥联防军中独立出晋绥军区，联防军司令员贺龙兼军区司令、军区政治委员李井泉，辖吕梁、雁门、绥蒙3个军区；保留陕甘宁晋绥联防军番号，王世泰任代司令员，保卫陕甘宁边区，辖绥德、关中、延属、陇东、三边5个军分区。
1947年7月31日，根据中共中央小河会议决定：晋绥军区划归陕甘宁晋绥联防军领导，贺龙任联防军司令员统一领导陕甘宁、晋绥两边区经济、财税工作与后方军事工作，全力支援西北野战军；西北局书记习仲勋任联防军政治委员。1948年2月6日，陕甘宁晋绥联防军改名为陕甘宁晋绥联防军区，下辖晋绥军区、吕梁军区、绥蒙军区及延属、绥德、三边、陇东、关中、黄龙等6个直属军分区。
1949年2月1日，陕甘宁晋绥联防军区改为西北军区，司令员贺龙，政治委员习仲勋，副司令员王维舟，参谋长张经武。1949年3月后，晋绥军区所属军区先后拨归华北军区建制。
1949年11月,贺龙率西北军区机关进军四川，与第二野战军机关合并组建西南军区；11月30日，西北军区与第一野战军合并，西北军区暨第一野战军司令员彭德怀，政治委员习仲勋兼，张宗逊、赵寿山任副司令员，甘泗淇任副政治委员兼政治部主任，阎揆要任参谋长，王政柱、韩练成任副参谋长，张德生任政治部副主任，黎化南任后勤部部长，黄静波任后勤部政治委员。
1949年9月～1953年10月，剿匪作战先后投入兵力10万余人，共歼灭匪特12.9万余人。
1954年8月，根据国务院关于宁夏行政区划归甘肃省的决定，撤销宁夏军区机构。
1955年5月1日，根据国务院2月11日关于全国军区重新划分的决定，西北军区改编为兰州军区，同时撤销第一野战军番号。原属西北军区的新疆军区改编为大军区。

## 组织建制
- 司令员：贺龙/彭德怀
- 政委：习仲勋
- 副司令员：王维舟、张宗逊、赵寿山
- 参谋长：张经武/阎揆要 副参谋长朱早观、王政柱，第二副参谋长韩练成（1950年2月任）
- 政治部主任：李卓然、甘泗淇（副政委兼），政治部副主任张德生
- 后勤部部长陈希云/黎化南，后勤部政治委员刘海滨/黄静波。
  - 兵工部，部长蒋崇璟、政委谷佑箴、副部长杨开林
  - 军牧部：部长杨忠林，政委曾柯。1952年11月改军牧部为西北军区后勤部马政处。管理的军马场有山丹军马场、贵南军马场、岷山军马场、河曲军马场、马衔山军马场。
- 晋绥军区（贺龙兼任司令员，李井泉任政治委员）
- 晋南军区（马佩勋任司令员，马明方任政治委员）1949年5月并入晋绥军区（后拨归华北军区建制）
- 警备第2旅
- 西北军区军政干校
- 陕北军区未成立前，辖延属、绥德、三边、陇东、关中、黄龙、西府、榆林直属军分区
- 陕西军区未成立前，辖陇东、渭南、大荔、咸阳、邠县（今彬县）、宝鸡、三原等7个直属军分区及西安警备区
- 西北军区独立第1师
- 西北军区独立第2师
- 骑兵第2师
- 骑兵第6师
- 陕南军区兼第十九军：司令员兼军长刘金轩，政委张邦英，副司令员陈先瑞，副政委兼政治部主任李耀，参谋长薛克忠。1950年12月,陕南军区撤销，各分区由陕西军区直辖。
  - 安康军分区：1949年5月23日在湖北省郧县组建，司令员谭友夫，政委唐方雷。辖上关独立团和3个独立营，11月27日进驻安康县城。
  - 汉中军分区：1949年6月在西安市成立，司令员张涛，政委白成铭，12月9日进驻汉中城。1950年4月汉中军分区与第十九军第五十七师合并称五十七师兼汉中军分区，辖第一六九团、一七○团、一七一团、独立第十五团、暂编大队、训练队和11个县大队。
  - 商洛军分区：1947年11月在河南省卢氏县兰草镇组建豫鄂陕第二军分区，1948年6月划归陕南军区，1949年1月5日改称商洛军分区。司令员孙光，政委王力。辖独立第四、第五、第六团和商县、洛南、丹凤、镇安、山阳、商南6个县独立营.
  - 两郧军分区：司令员梁励生，政委杨锐
  - 第五十五师：师长符生辉，政委强明
  - 第五十七师：师长张复振，政委张文彬
- 陕北军区： 司令员吴岱峰兼，牛书申任代司令员，李合邦任政治委员，副司令员胡景铎，参谋长李硕，政治部主任惠世恭。
  - 绥德军分区：1945年8月,绥德警备司令部改称绥德军分区。1952年7月在绥德专署人民武装部的基础上组建绥德军分区。辖绥德县、米脂县、佳县、吴堡县、子洲县、清涧县。1956年10月15日撤销。
  - 榆林军分区：司令员惠世恭兼，政委朱侠夫
  - 黄龙军分区：司令员马公里代，政委强自珍
  - 延安军分区：1942年12月，在延安东关成立延属军分区，由第三五九旅机关兼。1944年11月，第三五九旅南下，延属军分区撤销。1945年11月，以延安卫戍司令部为基础成立延属军分区兼延安卫戍司令部。1946年7月延属军分区撤销。1947年4月组建延属军分区，1947年7月改称第一军分区。1948年11月改称延安军分区。1949年5月延安军分区撤销。1950年5月5日再次成立延安军分区。
- 三原军分区：司令员黄子祥，政委白治民。1950年4月19日三原军分区合并入咸阳军分区。
- 邠县军分区：司令员张占云，政委杨伯伦。辖之西北军区独立第三团和邠县、栒邑、乾县、醴泉、淳化、永寿、麟游、长武县。1950年5月，邠县军分区合并入宝鸡军分区。
- 大荔军分区：1949年2月,以骑兵第六师和黄龙军分区部分干部为基础,在郃阳县黑池镇成立东府军分区,3月改称大荔军分区。司令员王清毅，政委刘文蔚。辖第二十二团、东路总队、朝邑支队韩城、郃阳、澄城、白水、蒲城、大荔、朝邑等7个县大队。1949年5月,第二十二团划归渭南军分区。7月,朝邑支队改编为监护团划归西北军区后勤部。10月,东路总队改编为西北军区独立第一团。1950年5月，大荔军分区合并入渭南军分区。
- 渭南军分区：1949年5月13日，在延安王家坪成立渭华军分区。司令员于占彪，政委白清江。1949年5月20日，改称渭南军分区。1949年5月24日进驻渭南县城，下辖步兵第22团和渭南、临潼、蓝田、华阴、华县、潼关6个县大队。
- 咸阳军分区：1949年5月20日在咸阳县成立。司令员王宝珊，政委张忠。辖长安、咸阳、盩厔、鄠县、兴平、武功等6个县。收编的6000余人与军分区各县游击队合并为6个支队。1949年11月，将第一、第五支队改编为独立第七团，将第六支队改编为独立第八团，将第二、第三、第四支队改编为独立第九团。1950年7月，三原军分区原辖的独立第二团与咸阳军分区独立第八团合编为陕西军区独立第六团；咸阳军分区独立第七、第九团合编为陕西军区独立第七团。1950年5月，大荔军分区合并入渭南军分区，辖咸阳、兴平、盩厔、鄠县、泾阳、三原、高陵、淳化、枸邑、醴泉、铜川、耀县、富平等13个县。1953年2月，咸阳军分区撤销；原所辖之咸阳市、咸阳县、鄠县、铜川县人民武装部由陕西省军区直接领导；泾阳、三原、高陵、耀县、富平5个县人民武装部交归渭南军分区；枸邑、淳化、盩厔、兴平、醴泉5个县人民武装部交归宝鸡军分区。1961年9月13日，咸阳军分区重新组建。
- 宝鸡军分区：1949年5月4日，在枸邑县土桥镇成立。司令员陈国栋，政委吕剑人。6月进驻宝鸡市。辖步兵第二十一团、第一支队和宝鸡、凤翔、岐山、扶风、郿县、阳县、陇县等7个县。1949年12月，组编了独立第十团和独立第十一团，撤销了步兵第二十一团和第一支队番号。1950年5月邠县军分区合并入宝鸡军分区，西北军区独立第三、第十团分别改称陕西军区独立第八、第九团。
- 陕西军区：1949年11月30日，中央军委电令成立第十九兵团兼陕西军区，1949年12月10日，陕西军区在西安习武园成立。司令员杨得志，政委李志民（兵团政委兼）、马明方（省委书记兼），副司令员兼参谋长耿飙/陈先瑞，副司令员刘金轩/吴岱峰/左协中，副政委兼政治部主任牛书申，副参谋长杨捷，后勤部部长董永清/阎锡文，后勤部政委况开田/冯超华。[2]1950年12月，第十九兵团参加抗美援朝离陕，第十九军由汉中进驻西安，第十九军代陕西军区，代司令员刘金轩。陕西军区辖安康、汉中、商洛、宝鸡、咸阳、渭南、榆林、延安军分区和西北军区独立第二师（1951年6月，撤销独立第二师番号，师部编入榆林军分区）。1952年8月撤销第十九军番号，陕西军区改为陕西省军区；19军所属的第五十五师直属西北军区，第五十七师整编为中国人民解放军石油工程第一师。1954年11月，中国人民解放军陕西省公安总队番号撤销，机关并入省军区，所属部队转隶陕西省军区，陕西省省军区兼陕西省公安司令部。
- 甘肃军区兼第二兵团：1949年8月20日成立。司令员许光达，政委王世泰，副司令员徐国珍、任谦、周祥初，副政委徐立清、张德生、孙作宾，参谋长张文舟，政治部主任朱明兼，副参谋长侯世奎，政治部副主任王再兴。
  - 第三军：军长黄新庭，政委朱明，副军长唐金龙，副政委朱辉照，参谋长朱文清
  - 第四军：军长张达志，政委张仲良，副军长孙超群，参谋长姚知一
  - 天水军分区兼第七军：军长彭绍辉，政委罗贵波/高峰，副军长兼司令员孙超群，参谋长何辉燕，政治部主任侯维煜。
  - 庆阳军分区：司令员刘明山，政委党永亮
  - 武都军分区：司令员陈仕南，政委李正廷
  - 岷山军分区：司令员李启贤，政委罗斌
  - 张掖军分区（第三军第七师兼）：师长兼司令员张开基，政委刘昌汉
  - 武威军分区（第三军第八师兼）：师长兼司令员杨嘉瑞，政委王俊
  - 酒泉军分区（第三军第九师兼）：师长兼司令员朱声达，政委刘长亮
  - 临夏军分区（第四军第十一师兼）：师长兼司令员郭炳坤，政委高维嵩
  - 西北军区独立第一师：师长高凌云，政委江子英
  - 骑兵第二师：师长王智，政委惠志高
- 伊盟军区（王悦丰任司令员，高增培任政治委员）
- 宁夏军区兼第六十五军：司令员邱蔚，政委王道邦，第一副司令员肖应棠，第二副司令员黄罗斌，第三副司令员曹又参，第四副司令员马惇靖，参谋长牛化东，政治部主任陈宜贵，政治部副主任孙润华。
  - 西北军区独立第一师：师长李治州，政委麻志浩
  - 独立团
- 青海军区兼第一军：1949年9月3日下午，第一军先遣侦察部队仅占西宁市区。1949年10月1日，第一野战军暨西北军区决定：第一军兼青海军区，脱离第一兵团建制，由西北军区直接领导。贺炳炎任司令员，廖汉生任政委，副军长王尚荣，副政委冼恒汉，参谋长陈外欧，副参谋长杨文安。
- 新疆军区兼第一兵团：1949年6月17日，第一野战军发布关于组建第1、2兵团及干部配备的命令（胜字第31号）。第一兵团在陕西户县成立，司令员暂兼政委王震，兵团政治部主任孙志远。辖3个军9个师共8.3万人。第7军第21师警备太原，1949年10月下旬抵甘肃天水归建。9月25日、26日新疆军、政当局分别发出起义通电后，军委决定第一兵团部带第二军、第六军火速进疆。新疆军区司令员兼政委彭德怀兼，新疆军区代司令员兼代政委王震，副司令员陶峙岳、赛福鼎，参谋长张希钦，政治部主任徐立清，副参谋长曹震五、哈沙洛夫，政治部副主任曾涤、支亚。
  - 迪化军区兼第六军：军长罗元发、政委张贤约，副司令员诺苏甫汉，参谋长陈海涵，政治部主任魏志明/黄振棠，政治部副主任何农泰益甫。第18师由晋南地方部队编成，在西安担负警备任务，一直未归建。
  - 伊宁军区兼第五军：司令员列思肯，政委顿星云（原第二军副军长），副司令员兼参谋长马尔甫胡，政治部主任努力也夫，政治部副主任李辉和
  - 喀什军区兼第二军：军长郭鹏，政委王恩茂，副司令员顿星云、杨秀山、买买提明·伊敏诺夫、徐国贤，参谋长贺盛贵，政治部主任左齐/朱家胜，政治部副主任塞拉代夫
    - 喀什军分区（1950年2月20日成立，由第二军第四师兼）
    - 阿克苏军分区
    - 莎车军分区（1950年2月19日成立）
    - 和田军分区
    - 阿里支队
- 西北军事政治大学：1948年7月,陕甘宁晋绥联防军区步兵学校与贺龙中学合并，在山西省临汾组成西北军事政治大学。贺龙兼任校长,李长路、钟师统为副校长,黄荣忠为教育长,代伯行为副教育长。1949年6月迁长安县王曲镇，下辖艺术学校、财经学院、军大分校和第一、二、三、四、五、六大队。1949年12月25日除六大队外其余学员全部提前毕业分配，西北军政大学大部迁至重庆与西南军政大学合并。1950年3月以西北军政大学六大队为基础组建西北军区军官学校。
- 西北军区军官学校：1950年3月以西北军政大学第六大队为基础组建，校址在长安县王曲镇。设高级军官研究班和第一、第二、第三、第四大队及解放大队。韩练成任校长，陈外欧任教育长，高朗亭任政治部主任。1950年12月改称第一步兵学校。王绍南任校长，李耀任政治委员，康博缨任副校长，张伯达任训练部部长，许特夫、康应中先后任政治部主任，雷宗林任校务部部长。1952年8月迁至甘肃省天水，改称天水步兵学校。
- 西北军区公安司令部：1951年5月由西北军区和西北军政委员会公安部各抽调一部分干部组成。司令员兼政委甘泗淇(1951.5-1952.8)/张达志，第一副司令员李启明兼副政委。第二副司令员苏鳌。第三副司令员郭宝珊。第四副司令员张树芝。副政委：李建良、景明远。参谋长：郭宝珊/伍生荣。政治部主任：李建良/景明远/林山。副参谋长：刘威成、伍生荣。政治部副主任：林山。后勤部部长刘世华。后勤部政委：王坚/陈其林。
- 西北军区骑兵司令部：1951年5月成立。司令员苏鳌
- 西北军区炮兵司令部：1951年6月成立。司令员兼政治委员颜金生，第一副司令员巫金峰，第二副司令员胡兴，副司令员张开基，参谋长王德润，副参谋长杨春芳，政治部主任李书全
- 西北军区空军：1949年5月西安解放，军委航空局西北航空接收队进驻西安，扩建为军委航空局西安航空办事处，欧阳翼任处长，沈晨（后任中国石油学会副理事长）任副处长，章奋任政治协理员。1949年11月，在兰州机场成立西北军区司令部航空处，第6军第17师政委赵光远（后任民航总局顾问）任处长兼政治委员，沈晨任副处长。设秘书处、航行、机要、通信、机务、总务6个科及政治部、后勤部，下辖西安、兰州、迪化三个航空办事处。1952年5月13日，第六军军部和西北军区司令部航空处合编为西北军区空军。1954年5月改称西北军区空军部。1955年5月20日改称兰州军区空军。
- 西北军区司令部防空处：1952年11月，骑兵第6师与西北军区骑兵司令部合编。